# Manoel Messias
Manoel Messias dos Santos né le 19 novembre 1996 à Fortaleza au Brésil est un triathlète professionnel, double champion panaméricain de triathlon (2017 et 2018).

## Palmarès
Le tableau présente les résultats les plus significatifs (podium) obtenus sur le circuit national et international de triathlon depuis 2015,,.
| Année | Compétition                                          | Pays     | Position          | Temps           |
| ----- | ---------------------------------------------------- | -------- | ----------------- | --------------- |
| 2022  | Coupe du monde - l'étape sprint de Arzachena         | Italie   | Médaille d'argent | 54 min 24 s     |
| 2022  | GP Extremo Sao Carlo                                 | Brésil   | Médaille d'or     | 3 h 25 min 32 s |
| 2022  | Coupe Panaméricaine - l'étape sprint de Viña del Mar | Chili    | Médaille d'or     | 52 min 11 s     |
| 2021  | Championnats du Brésil de triathlon                  | Brésil   | Médaille d'or     | 1 h 52          |
| 2021  | Coupe du monde - l'étape sprint de Huatulco          | Mexique  | Médaille d'argent | 53 min 21 s     |
| 2020  | Coupe Panaméricaine - l'étape sprint de Santos       | Brésil   | Médaille d'or     | 59 min 52 s     |
| 2020  | Copa Brasilia                                        | Brésil   | Médaille d'or     | 2 h 51 min 24 s |
| 2019  | Coupe du monde - l'étape sprint de Lima              | Pérou    | Médaille d'or     | 52 min 30 s     |
| 2019  | Jeux panaméricains                                   | Pérou    | Médaille d'argent | 1 h 50 min 55 s |
| 2019  | Coupe Panaméricaine - l'étape sprint de Brasilia     | Brésil   | Médaille d'or     | 51 min 30 s     |
| 2018  | Championnats panaméricains                           | Brésil   | Médaille d'or     | 1 h 50 min 56 s |
| 2018  | Coupe du monde - l'étape sprint de Huatulco          | Mexique  | Médaille d'argent | 55 min 45 s     |
| 2018  | Coupe du monde - l'étape sprint de Salinas           | Équateur | Médaille d'argent | 52 min 23 s     |
| 2018  | Coupe Panaméricaine - l'étape sprint de Salvador     | Brésil   | Médaille d'or     | 50 min 6 s      |
| 2017  | Championnats panaméricains                           | Équateur | Médaille d'or     | 1 h 42 min 15 s |
| 2017  | Coupe Panaméricaine - l'étape sprint de Montevideo   | Brésil   | Médaille d'or     | 57 min 20 s     |
| 2015  | Coupe Panaméricaine - l'étape sprint de Salinas      | Équateur | Médaille d'or     | 1 h 48 min 28 s |